# Liste der Kulturgüter in Russin
Die Liste der Kulturgüter in Russin enthält alle Objekte in der Gemeinde Russin im Kanton Genf, die gemäss der Haager Konvention zum Schutz von Kulturgut bei bewaffneten Konflikten, dem Bundesgesetz vom 20. Juni 2014 über den Schutz der Kulturgüter bei bewaffneten Konflikten sowie der Verordnung vom 29. Oktober 2014 über den Schutz der Kulturgüter bei bewaffneten Konflikten unter Schutz stehen.
Objekte der Kategorien A und B sind vollständig in der Liste enthalten, Objekte der Kategorie C fehlen zurzeit (Stand: 1. Januar 2023).

## Kulturgüter
| Foto |                                                                            | Objekt                                                                        | Kat. | Typ | Standort                                       | Beschreibung |
| ---- | -------------------------------------------------------------------------- | ----------------------------------------------------------------------------- | ---- | --- | ---------------------------------------------- | ------------ |
| ja   | Datei hochladen · Wikidata zu Landgut La Grand’Cour (Q29479610)            | Landgut La Grand’Cour / Campagne de la Grand’Cour KGS-Nr.: 02618              | A    | G   | Route des Molards 12–20, 26 489912 / 116238    |              |
| ja   | Datei hochladen · Wikidata zu Château Fazy mit Nebengebäuden (Q29711479)   | Schloss Fazy mit Nebengebäuden / Château Fazy avec dépendances KGS-Nr.: 02619 | B    | G   | Chemin de la Croix-de-Plomb 26 489979 / 115977 |              |
| ja   | Datei hochladen · Wikidata zu Reformierte Kirche und Pfarrhaus (Q29711495) | Reformierte Kirche und Pfarrhaus / Temple et Presbytère KGS-Nr.: 02620        | B    | G   | Chemin des Christophes 10 490020 / 116112      |              |